# Аннистон (Алабама)
А́ннистон (ранее Вудсток; англ. Anniston) — город в США на северо-востоке штата Алабама, центр округа Калхун (с 1898 года). Численность населения — 23 106 человек (2010).

## История
Город расположен в районе добычи железной руды в предгорьях Аппалачей (первое предприятие появилось в этих местах в 1863 году для организации поставок армии Конфедерации и было разрушено в конце Гражданской войны). Производство первичных металлов и металлоизделий, текстильная, деревообрабатывающая, пищевая промышленность, производство стекла. В пригороде находятся военная база «Форт Мак-Клеллан» (1912—1995), Аннистонский военный склад.
Город основан в 1872 году представителями железорудной компании «Вудсток-Айрон» (Woodstock Iron Company) и первоначально назывался Вудсток. Статус города имеет с 1879 года. До 1883 года Вудсток был закрытым городом, предназначенным только для сотрудников компании. Переименован в «Городок Энни» (Annie’s Town) в честь Энни Тэйлор, жены президента компании.
В 1978 году город получил премию All-America City Award (в России награда известна как «Всеамериканский город») присуждаемую Национальной гражданской лигой, которую неофициально называют «Нобелевской премией за конструктивное гражданство» и которая выдается за активную гражданскую позицию жителей некорпоративных сообществ США в жизни местного самоуправления. 
Среди достопримечательностей — городской музей истории природы (Anniston Museum of Natural History).

## Демография
По данным переписи 2010 года в городе проживало 23 106 человек.
Средний возраст жителей: 39,3 лет; по Алабаме: 35,8 лет.
Расчётный средний доход домохозяйства в 2009 году: $ 30,651 (в 2000 : $ 27,385) по Алабаме: $ 40,489.
Расчётный доход на душу населения в 2009 году: $ 21,588.

### Расовая и этническая принадлежность
Расовая / этническая принадлежность (перепись 2010):
- белых — 10327;
- афроамериканцев — 11903;
- индейцев и коренных жителей Аляски — 69;
- азиатов — 184;
- коренных жителей Гавайских островов и других островов Тихого океана — 13;
- латиноамериканцев — 613;
- других — 221;
- относят себя к 2-м или более расам — 389.

## Транспорт
Коммерческие воздушные перевозки города обслуживает региональный аэропорт Аннистон.